# Golf de Nicoya
El golf de Nicoya és un golf que es troba a la costa septentrional de Costa Rica de l'oceà Pacífic.

## Geografia
El golf de Nicoya constitueix l'entrant de mar més profund en terres costa-riquenyes i banya les costes de les províncies de Guanacaste i Puntarenas. La seva entrada està limitada pel cap Blanco i la punta Judas, mentre que a l'interior s'estreny. Al fons del golf desemboca el riu Tempisque, mentre el riu Grande de Tárcoles ho fa a la part més oberta a l'oceà.
El golf conté nombroses illes, sent les més destacades Chira, Venado, Caballo, San Lucas, Cedros, Bejuco i Pan de Azúcar. A les seves costes s'hi troben els principals ports del país, a Puntarenas i Caldera.
Constitueix una important zona turística, amb platges, balnearis i parcs naturals com el de Barra Honda i Palo Verde.